# Karossa Endre
Szentkirályszabadjai Karsa András vagy Karsa Endre (Zsujta, 1819. május 4. – Sátoraljaújhely, 1870. március 25.) jogász, vármegyei főügyész, zeneszerző, 1848-as főhadnagy. Vezetéknevét később Karossa formában, keresztnevét pedig Endre formában használta.

## Élete

### Származása, testvérei
1819-ben született Karsa László és nagyrozsványi örösi Rátkay Mária elsőszülött fiaként. Testvérei voltak János és Ferenc hadnagyok.  György nevű öccse szintén 1848-as honvéd volt, később Kassa főjegyzője lett (1897 januárjában halt meg, 74 évesen), Árpád nevű testvére 14-15 éves korában szintén beállt a seregbe, először századírnok volt, később honvédként szolgált, a szabadságharc végére őrmesteri címet kapott.

### Pályafutása
Iskoláit Sárospatakon végezte és egyike volt az elsőknek, akik a váltójogból az ügyvédi oklevelet megszerezték. Szabadelvű szónoklataiért a 40-es évek elején az akkor túlságosan aulikus (bécsi konzervatív politikát támogató) Abauj vármegyét Patay Istvánnal együtt kénytelen volt ott hagyni és Zemplénben telepedett le, ahol anyjának szép birtoka volt Magyarizsópon. Itt mint megyei tiszti alügyész működött 1848. szeptemberig, amikor a zempléni önkéntesek közé állt és mint hadnagy részt vett a schwechati és manswörthi ütközetekben és a szerencsétlen móri csatában. Ezután átlépett a honvédséghez. A világosi fegyverletétel után mint hadifoglyot Bordoló császári tábornok Tokajba internálta; később az általános amnesztia után Sátoraljaújhelybe költözött. Az alkotmány visszaállításakor Zemplén vármegye tiszti főügyészének választotta, mely tisztét haláláig viselte. 1868-ban Szentkirályszabadjára látogatott, az itteni levéltárban látta családnevét Karossa változatban, ezután ő is így írta azt. 1870-ben halt meg rákban hosszas betegeskedés után.

### Író, zeneszerző
Mint magyar zene lelkes művelője és zeneszerző ismeretes volt a hazában; szerzeményei közt legelterjedtebb volt a Jegenyefa tetejében című népdal, melyhez a szöveget is maga írta, és az Ablakom rostélyán című a fegyverletétel gyászát megörökítő népdal. A Nagypénteken mossa holló a fiát című dal és a Vékony deszkakerítés csárdás is az ő szerzeménye. Írt több magyar ábrándot is; a Talpra magyar szövegére indulót írt és ennek hangjai mellett vonult be 1848-ban a zempléni önkéntes nemzetőrzászlóalj Budára. Amikor Liszt Ferenc a magyar zenét cigányzenének állította, Karsa és gróf Fáy erélyes cikksorozatban cáfolták ezen téves véleményt.
Szerkesztette a sátoraljaújhelyi Zempléni Hiradó című vegyes tartalmú hetilapot 1866. augusztus 28-ától 1867 végéig. Vezércikket írt és a politikában mindenkor a független szabadelvű irányt követte.
Feleségétől, Terhes Máriától hét gyermeke született; Jetta (Henrietta), László, Anna (Kolos Manóné), Irma (Mericzay Lajosné), Bulcsú, Éva (Mattyasovszky Józsefné), Jelma (Pfeiffer Gyuláné).